# John Henry Poynting
John Henry Poynting (Eccles, 9 settembre 1852 – Birmingham, 30 marzo 1914) è stato un fisico britannico.
Fu professore di fisica al Mason Science College (l'attuale Università di Birmingham) dal 1880 fino alla sua morte.
Sviluppò il vettore di Poynting, che descrive la direzione e l'intensità del flusso di energia dovuto ad una onda elettromagnetica nel vuoto. Questa quantità appare anche nel teorema di Poynting, un risultato riguardante la conservazione dell'energia per il campo elettromagnetico, pubblicato nel 1884. Nel 1893 misurò in modo innovativo la costante di gravitazione universale di Isaac Newton e nel 1903 fu il primo a scoprire che la radiazione solare può attrarre alcune particelle, un fenomeno che in seguito venne battezzato l'effetto Poynting-Robertson.
Nel 1884 analizzò i prezzi di borsa dei futures usando metodi statistici.
Ci sono crateri su Marte e sulla Luna che portano il suo nome.

## Scritti

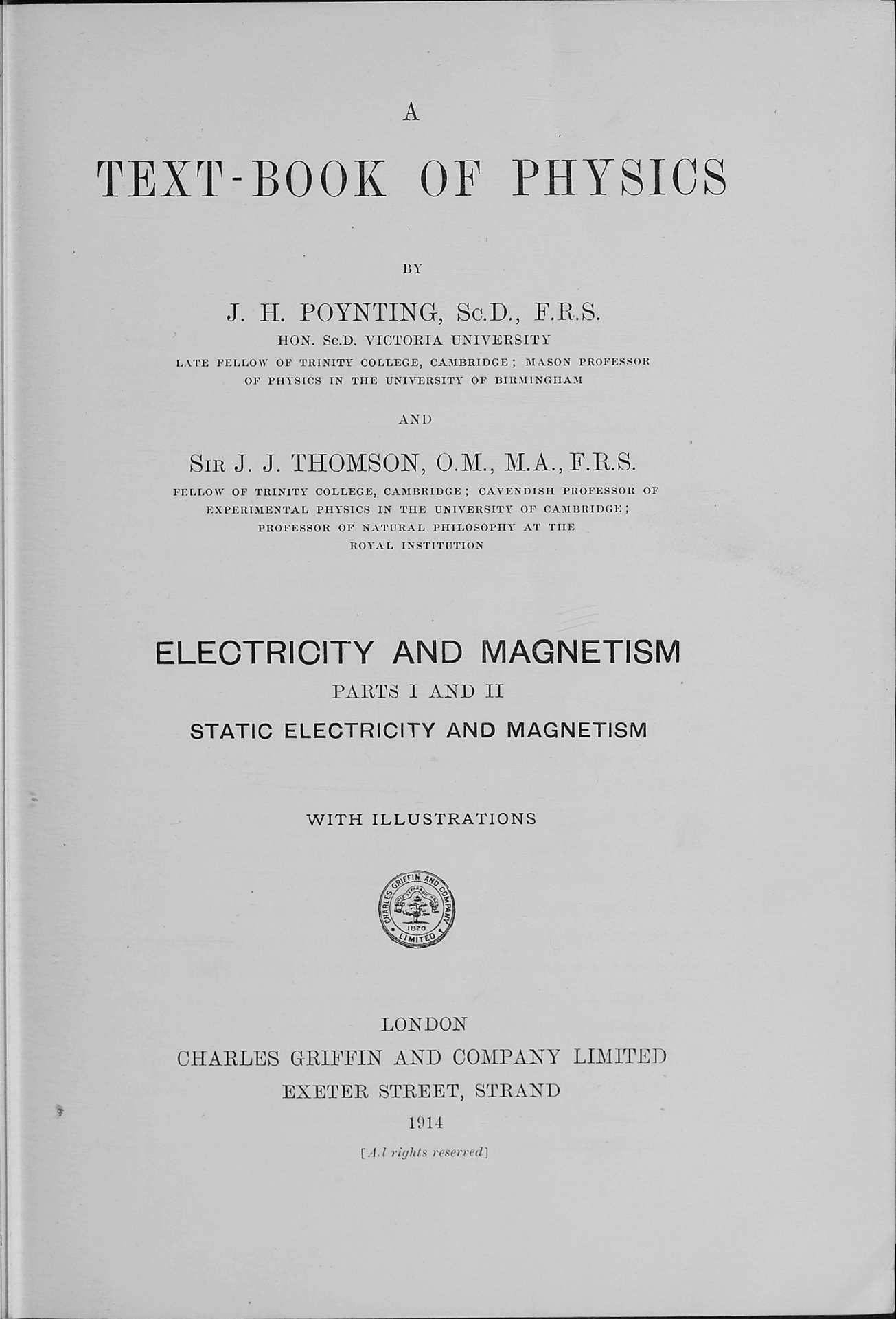
Electricity and magnetism, 1914

- The mean density of the earth (1894)
- The pressure of light (1910)
- The earth; its shape, size, weight and spin (1913)
- A text-book of physics: electricity and magnetism. Pts. I and II. Static electricity and magnetism (1914)
- A text-book of physics: volume 3, Heat (1920)
- Collected scientific papers (1920)